# Kulceratops
Kulceratops (Kulceratops kulensis) – rodzaj wątpliwy ceratopsa, którego szczątki znaleziono w datowanych na alb (wczesna kreda) osadach formacji Khodzhakul w Uzbekistanie. Znany jest wyłącznie z holotypu oznaczonego jako TsNIGR  #495/12457 i zawierającego niekompletną lewą kość szczękową wraz z zębami.
Lew Nessow – twórca opisu kulceratopsa uznał go za przedstawiciela Protoceratopsidae o niepewnej pozycji systematycznej. Czyniło by go to najstarszym przedstawicielem tej grupy. Jednak interpretacja jest niepewna, a z powodu fragmentaryczności materiału kopalnego trudno ustalić pozycje systematyczną kulceratopsa. Najprawdopodobniej jest to jakiś bazalny neoceratops.
Nazwa Kulceratops pochodzi od uzbeckiego słowa kul – jezioro i greckich kerat - róg oraz ops - twarz. Odnosi się ona do jeziora Khodzharkul leżącego obok miejsca odkrycia szczątków tego dinozaura.
Najprawdopodobniej kulceratopsy podobnie jak inne ceratopsy Kulceratops był roślinożernym zwierzęciem, który zrywał roślinność w tym igły drzew iglastych, sagowce i paprocie za pomocą papuziego dzioba. Ceratopsy pojawiły się pod koniec jury, a dotrwały do samego wymierania kredowego. Z powodu braku cech diagnostycznych obecnie uważa się kulceratopsa za nomen dubium tj. rodzaj wątpliwy.